# Scitala juvenis
Scitala juvenis är en skalbaggsart som beskrevs av Blackburn 1907. Scitala juvenis ingår i släktet Scitala och familjen Melolonthidae. Inga underarter finns listade i Catalogue of Life.